# کوسکی-وپخه
کوسکی-وپخه (به لهستانی:  Koski-Wypychy) یک روستا در لهستان است که در گمینا پرلیوو واقع شده‌است.